# Bart Van Lierde
Bart Van Lierde (9 januari 1974) is een Belgische auteur. Hij schreef een misdaadroman over de bekende tv-commissaris Witse en de biografie van ex-bokser Jurgen Haeck. Ook zette hij de film Zot van A., geregisseerd door Jan Verheyen, om in een roman. In zijn Voor Dummies over schrijftechniek legt hij uit hoe je de vormaspecten van een verhaal, zoals die in Hollywood voor filmscenario's gelden, kunt toepassen op literatuur om een pageturner te krijgen. Voor zijn thriller 0110 vond hij inspiratie in de gelijknamige actie van Tom Barman. De technieken van de Amerikaanse hypnotherapeut Milton H. Erickson verwerkte hij in de roman Luister niet naar Robert Blake. Biografieën van klassieke 19de-eeuwse componisten, zoals Chopin, Liszt en Richard Wagner, zette hij in Violist van de duivel om in historische fictie.